# Necon Air

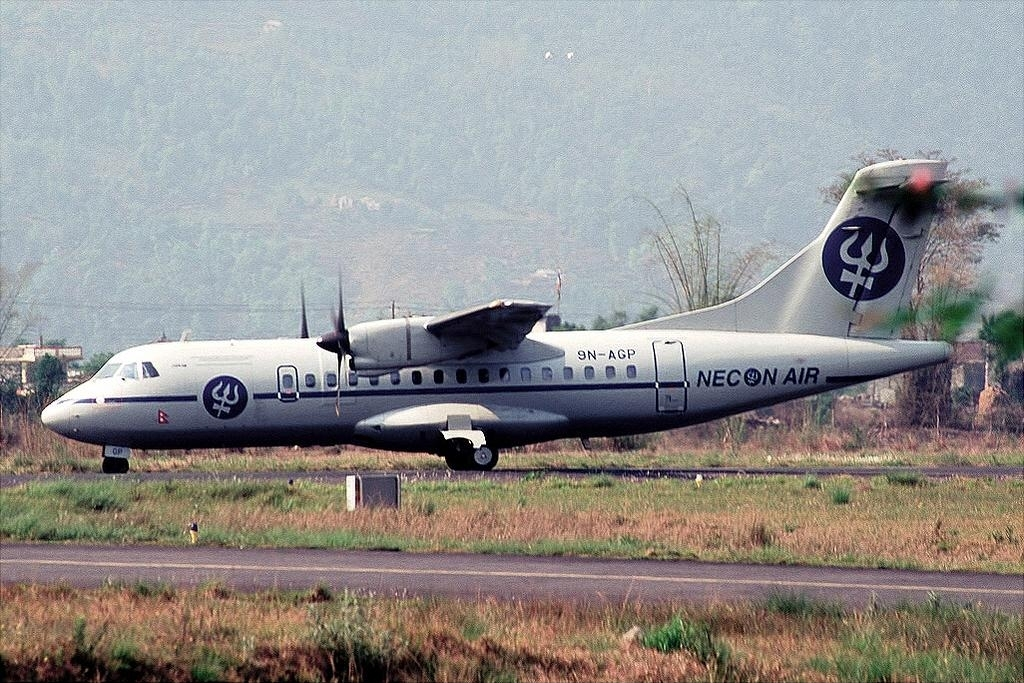
ATR 42 авиакомпании Necon Air в аэропорту Покхара

Necon Air — упразднённая авиакомпания Непала со штаб-квартирой в Катманду. Первый частный коммерческий авиаперевозчик страны.

## История
Авиакомпания была основана в сентябре 1992 года и начала операционную деятельность 14 сентября того же года на единственном самолёте Hawker Siddeley HS 748 Avro. В 2001 году Necon Air объединилась с двумя небольшими непальскими авиаперевозчиками Shangri-La Air и Karnali Air, при этом исполнительным директором укрупнённой авиакомпании стал бывший исполнительный директор Karnali Air Нарайан Сингх. Тогда же руководство компании озвучило планы по приобретению к сентябрю следующего года двух среднемагистральных самолётов (Boeing или Airbus) и запуску новых региональных маршрутов в Юго-Восточную Азию и Китай.
В 2003 году в связи с финансовыми проблемами Necon Air прекратила операционную деятельность. В соответствии с информацией частных банков авиакомпания накопила долг Управлению гражданской авиации Непала за взлёты и посадки воздушных судов в размере 20 миллионов рупий и такую же сумму задолжала за топливо компании Nepal Oil Corporation.

## Маршрутная сеть
Маршрутная сеть Necon Air охватывала аэропорты городов Катманду, Покхара, Бхадрапур (Махакали), Биратнагар, Бхадрапур (Мечи), Пипара Симара, Сиддхартханагар, Джанакпур, Непалгандж, Патна и Варанаси.

## Пассажирооборот
Количество перевезённых авиакомпанией пассажиров по годам:
| 1995-96 | 1996-97 | 1997-98 | 1998-99 | 1999-2000 |
| 167 733 | 241 929 | 291 187 | 307 746 | 262 757   |

## Авиапроисшествия и инциденты
- 6 ноября 1997 года. Самолёт Avro 748—100 (регистрационный 9N-ACM), рейс Катманду-Покхара. При приземлении в аэропорту назначения вследствие отказа гидравлической системы тормозов лайнер вышел за пределы взлётно-посадочной полосы. Экипаж попытался вернуться на ВПП, однако самолёт въехал в зону стоянки и врезался в запаркованный Avro 748 (регистрационный 9N-ACW) авиакомпании Nepal Airways). На борту находились 44 пассажира и 4 члена экипажа, в результате инцидента никто не пострадал[7].
- 18 января 1999 года. Самолёт Cessna 208 Caravan I (регистрационный 9N-ADA) после разбега с взлётно-посадочной полосы аэропорта Джумла резко взмыл до 140 метров, потерял скорость и рухнул на землю. Возникший пожар потушить не смогли по причине отсутствия в аэропорту противопожарного оборудования. Из 10 пассажиров и 2 членов экипажа погибло 4 и 1 человек соответственно. Вероятной причиной катастрофы стала ошибка пилотов, не установивших закрылки во взлётное положение[8].
- 5 сентября 1999 года. Самолёт BAe 748—501 Super 2B (регистрационный 9N-AEG), выполнявший регулярный рейс 128 из Покхары в Катманду, при заходе на посадку в аэропорту назначения задел телекоммуникационную вышку компании Nepal Telecommunication Corporation и упал в лесистой местности в 25 километрах к западу от международного аэропорта Трибхуван. Погибли все 15 человек, находившиеся на борту[9].